# Риоцезарски белочели капуцин
Риоцезарски белочели капуцин (Cebus albifrons cesarae) је подврста белочелог капуцина (Cebus albifrons), врсте примата (Primates) из породице капуцина и веверичастих мајмуна (Cebidae). Према неким изворима овај таксон је млађи синоним врсте колумбијски капуцинер (Cebus versicolor), која је такође имала статус подврсте белочелог капуцина, латинског назива Cebus albifrons versicolor или посебна врста чије је латинско научно име Cebus cesarae.

## Распрострањење
Ареал врсте је ограничен на једну државу. Колумбија је једино познато природно станиште врсте.

## Станиште
Станиште врсте су шуме. 

## Угроженост
Подаци о распрострањености ове врсте су недовољни.